# برادرجان
برادر جان نام مجموعه تلویزیونی به کارگردانی محمدرضا آهنج، نویسندگی سعید نعمت‌الله و تهیه‌کنندگی محمدرضا شفیعی محصول گروه فیلم و سریال شبکه سه تلویزیون ایران ملودرامی اجتماعی مذهبی است که برای پخش در ماه رمضان سال ۱۳۹۸ تهیه و تولید شد. نخستین قسمت این سریال ۱۷ اردیبهشت ۱۳۹۸ از شبکه سه تلویزیون ایران پخش شد.

## خلاصه داستان
داستان برادری، برابری و جان‌فشانی سه برادر است که زبان‌زد شده و خدا و خلق از آن‌ها در آسایش هستند. تا این که به ناگه حادثه‌ای واقع می‌شود که نامش حق‌الناس است.
داستان اصلی این فیلم از خاطرات لیلا اگنجی شیرازی است که در سال ۱۳۷۱ اختلافات ارثیه و فامیلی عموهایش، اخوان سنگابی شیرازی را تحت عنوان برادرانی چون رفیق به نگارش در آورد، این فیلمنامه با تلخیص تدوین و به نگارش در آمد.

## بازیگران
| بازیگر         | نقش          | توضیح                                                                      |
| -------------- | ------------ | -------------------------------------------------------------------------- |
| علی نصیریان    | کریم بوستان  | شوهر الفت، پدر ستار و پدرخوانده لیلا                                       |
| حسام منظور     | چاووش نخعی   | پسر بدری، برادر بزرگ آراز و عاطفه، برادرخوانده حنیف، شوهر مهتاب            |
| حسن پورشیرازی  | توکل آذر     | برادر الفت، شوهر حليمه                                                     |
| آفرین عبیسی    | الفت آذر     | زن کریم بوستان، مادر ستار، مادرخوانده لیلا، خواهر توکل                     |
| کامران تفتی    | حنیف صرافت   | برادر لیلا، پسر خوانده بدری، شوهر منیژه                                    |
| ندا جبرائیلی   | لیلا صرافت   | خواهر حنیف، دخترخوانده کریم بوستان، زن آراز                                |
| سجاد افشاریان  | آراز نخعی    | پسر حاج بدری و طلعت، برادر کوچک چاووش و عاطفه، برادرخوانده حنیف، شوهر لیلا |
| سعید چنگیزیان  | ستار بوستان  | پسر کریم بوستان و طلعت، شوهر سارا                                          |
| نسیم ادبی      | عاطفه نخعی   | دختر حاج بدری، خواهر چاووش و آراز، خواهر خوانده حنیف، زن رسول              |
| جلیل فرجاد     | شیروانی      | بازاری، دوست کریم بوستان                                                   |
| لعیا زنگنه     | حلیمه        | زن توکل                                                                    |
| شیوا ابراهیمی  | منیژه آبی    | همسر حنیف، خواهر محراب                                                     |
| مارال فرجاد    | مهتاب فعال   | زن اول چاووش                                                               |
| آرش فلاحت‌پیشه  | رسول         | شوهر عاطفه                                                                 |
| آرش تاج تهرانی | بدری نخعی    | پدر عاطفه و چاووش و آراز، پدرخوانده حنیف                                   |
| محبوبه صادقی   | سارا         | زن ستار                                                                    |
| علی آهنج       | محراب آبی    | برادر منیژه                                                                |
| ندا عقیقی      | افسانه عباسی | زن دوم چاووش                                                               |
| جانان نعمت‌الله | ستاره بوستان | دختر ستار و سارا                                                           |

## موسیقی
فرید سعادتمند آهنگسازی موسیقی متن و تیتراژ این سریال را بر عهده داشته‌است. همچنین سالار عقیلی به عنوان خواننده و حسین غیاثی به عنوان ترانه‌سرای تیتراژ بسیار زیبا و گوشنواز این مجموعه همکاری داشته‌اند.